# ديفيد زوكر
ديفيد زوكر هو سياسي إسرائيلي، ولد في 11 سبتمبر 1948 في حيفا في إسرائيل. نشط حزبياً في حركة الحقوق المدنية والسلام ‏. وقد انتخب عضو الكنيست ‏ (26 نوفمبر 1986 – 7 يونيو 1999).